# نينكاسي

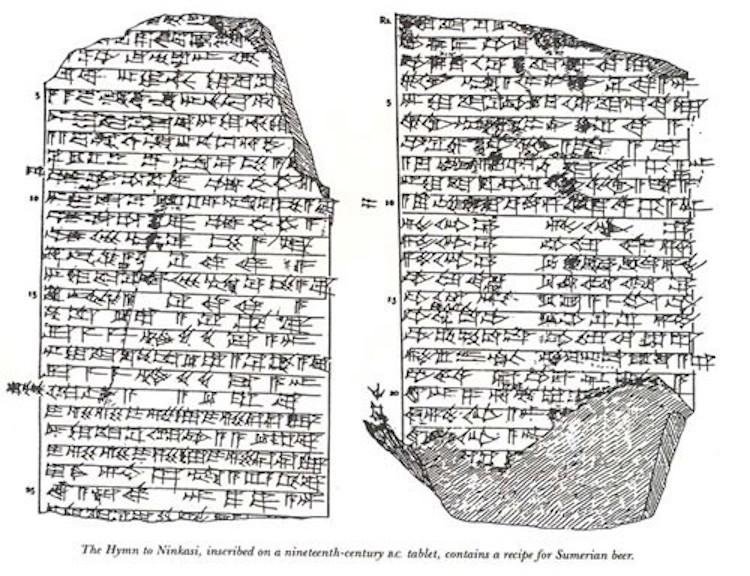
نقش نينكاسي

نينكاسي هي إلهة الجعة السومرية القديمة. كان والدها ملك أوروك، وكانت والدتها كاهنة كبيرة لمعبد إنانا، إلهة الإنجاب. وهي أيضاً واحدة من ثمانية أطفال تم إنشاؤها من أجل شفاء إحدى الجروح الثمانية التي يتلقاها إنكي. علاوة على ذلك، هي إلهة الكحول. كما أنها كانت تتحمل «المياه العذبة البراقة». وهي آلهة صنعت «لإرضاء الرغبة» و«أشباع القلب». وهي تعد المشروبات يومياً.

## ترنيمة نينكاسي
اللغة السومرية المكتوبة والأقراص الطينية المصاحبة لها هي من بين أوائل الكتابات البشرية. طورت أعمال علمية من أوائل القرن التاسع عشر فصاعداً بعض الوسائل لترجمة الوثائق السومرية المختلفة. من بينها قصيدة تحمل عنوان ترنيمة إلى نينكاسي. القصيدة هي وصفة لتخمير الجعة. يمكن القول بأن فن التخمير ينقسم ويشرح لكي ينتقل من جيل إلى جيل. علاوة على ذلك، ترنيمة إلى نينكاسي هي أقدم سجل للأرتباط المباشر بين أهمية التخمر، والمسؤولية التي كانت على المرأة فيما يتعلق بتوريد الخبز والجعة على حد سواء للأسرة. نينكاسي الأنثى، وحقيقة أن ألوهية المرأة أستُخدمت في الصلاة فيما يتعلق بإنتاج مشروبات مخمرة توضح العلاقة بين التخمير والنساء كحقوق ومسؤولية محلية. تشير الطبيعة المتكررة إلى أنها كانت تستخدم كأداة من أجل نقل المعلومات كطريقة للتعلم. توضح القصيدة من سيركا 1800 ق.م. أن الحبوب قد تم تحويلها إلى خبز بابير قبل التخمير، وأضيفت العنب والعسل إلى المزيج. كانت عصيدة الناتجة في حالة سكر، وبالتالي كانت الحاجة إلى القش. ترجمة من جامعة أكسفورد تصف الجمع بين الخبز، ومصدر للخميرة، مع الحبوب المملحة والمغموسة والحفاظ على السائل في وعاء التخمير حتى يتم تصفيته في النهاية إلى وعاء تجميع.

## الاستخدام الحديث
تأخذ شركة نينكاسي للتخمير في يوجين، أوريغون أسمها من الآلهة نينكاسي.
سميت نينكاسي فابريكا دي بيير في ليون، فرنسا على أسم الآلهة نينكاسي.
نادي نينكاسي فان هو مجتمع تخمر في نيلسون، كولومبيا البريطانية.